# Série E1
La Série E1 est le championnat du monde dédié aux bateaux électriques à foils. Ce championnat est créé par l'Union internationale motonautique. Et ce projet est porté par Alejandro Agag qui est le fondateur du championnat de Formule E et Rodi Basso ancien directeur de McLaren. Ces épreuves se dérouleront pour la première saison à Djeddah, Venise, Monaco, Rotterdam mais aussi dans des lieux isolés et qui sont affectés par le réchauffement climatique. Le championnat réunira jusqu'à 12 équipes.

## Histoire
En 2020 Alejandro Agag annonce la création de la série E1.
Depuis avril 2022 les écuries sont révélées petit à petit.
Les 2 et 3 février 2024 le premier Gp est disputé à Djeddah.

## Technologie
Le bateau s'apelle le RaceBird Alimenté par une batterie de 30 kWh, il sera capable de voguer jusqu’à 60 nœuds, soit 111 km/h. Ce bateau fait 7 m de long et de 2 m de large est équipé de foils et d'un moteur hors-bord.

## Ecuries
| Écurie             | Pays          | Années en E1 | Titres constructeurs 1er / 2e / 3e | GP E1 disputés | Victoires |
| ------------------ | ------------- | ------------ | ---------------------------------- | -------------- | --------- |
| Team Mexico        | Mexique       | 1            | -                                  | 1              | -         |
| Team Nadal         | Espagne       | 1            | -                                  | 1              | -         |
| Team Didier Drogba | Côte d'Ivoire | 1            | -                                  | 1              | -         |
| Team Tom Brady     | États-Unis    | 1            | -                                  | 1              | 1         |
| Aoki Racing Team   | États-Unis    | 1            | -                                  | 1              | -         |
| Team Bluerising    | Inde          | 1            | -                                  | 1              | -         |
| Team Miami         | États-Unis    | 1            | -                                  | 1              | -         |
| Team Brésil        | Brésil        | 1            | -                                  | 1              | -         |

## 1ère saison du Championnat
| Ville        | Pays            | Date             | Gagnant        |
| ------------ | --------------- | ---------------- | -------------- |
| Djeddah      | Arabie saoudite | 2 et 3 Février   | Team Tom Brady |
| Venise       | Italie          | 11 et 12 Mai     | Team Tom Brady |
| Puerto Banús | Espagne         | 1 et 2 Juin      | Team Miami     |
| Monaco       | Monaco          | 26 et 27 Juillet | Team Tom Brady |
| Hong Kong    | Chine           | 9 et 10 Novembre | -              |